# Quiet Nights (album Diany Krall)
Quiet Nights – album Diany Krall wydany w roku 2009.
Znalazł się na pierwszym miejscu zestawienia najpopularniejszych płyt w Polsce (OLiS) i osiągnął status platynowej płyty.

## Lista utworów
1. „Where or When”
2. „Too Marvelous for Words”
3. „I’ve Grown Accustomed to Your Face”
4. „The Boy from Ipanema”
5. „Walk On By”
6. „Guess I’ll Hang My Tears Out to Dry”
7. „Este Seu Olhar”
8. „So Nice”
9. „Quiet Nights”
10. „You’re My Thrill”

## Twórcy
- Diana Krall – wokal
- Anthony Wilson – gitara
- John Clayton – bas
- Paulinho Da Costa – perkusja
- Jeff Hamilton – bębny

## Single
- „So Nice”

## Notowania
| Państwo | Pozycja |
| ------- | ------- |
| Węgry   | 1       |